# Bernard I. z Lippe
Bernard I. z Lippe (asi 1090 – asi 1158) byl německý šlechtic a vládce Lippe.

## Život
Byl pravděpodobně synem Hermanna z Lippe.
Je jeden z prvních známých osob z rodu Pánů z Lippe. První zmínka pochází z roku 1123, kde je uvedeno jméno Bernhardus de Lippe. Měl bratra Hermana, se kterým nechal postavit premonstrátský klášter v Cappelu (dnes součást Lippstadtu a hrad Lippborg.
Některé prameny uvádí Bernarda jako velitele vojsk císaře Lothara III. a také jako Konrádova syna.
Zemřel asi roku 1158.